# Euphrosyne
Euphrosyne es un género de plantas con flores perteneciente a la familia Asteraceae. Comprende 3 especies descritas.

## Taxonomía
El género fue descrito por Augustin Pyrame de Candolle y publicado en Prodromus Systematis Naturalis Regni Vegetabilis 5: 530. 1836. La especie tipo es Euphrosyne parthenifolia DC.

## Especies
- Euphrosyne angustifolia Sessé & Moc.
- Euphrosyne erectiflora Sessé & Moc.
- Euphrosyne parthenifolia DC.